# José Teixidor y Barceló
José Teixidor y Barceló (Joseph Teixidor) est un compositeur espagnol né à Seròs, Lérida en 1752 et mort à Madrid entre 1811 et 1814 (selon les sources). Il est également organiste, théoricien de la musique et historien.

## Biographie
José Teixidor est l'organiste du couvent de las descalzas Reales vers 1774 et de la chapelle royale de Madrid, où il est entré comme vice-maître de musique, nommé en juin 1778, puis quatrième organiste en 1788 ; troisième en 1801 et second en 1805, poste qu'il occupe jusqu'en janvier 1810 à la suppression de la chapelle royale. Il se présente également aux postes de maître de chapelle à Cordoue en 1781 et à Compostelle en 1784, mais sans succès. En raison de son refus de travailler pour Joseph Bonaparte, nous ne connaissons pas la date ou le lieu exact de sa mort.
De son œuvre, seul a survécu un petit nombre de ses compositions sacrées ou profanes.

## Œuvres

### Compositions
- 5 messes
- 6 motets pour les défunts
- Letania de nuestra Señora
- 2 villancicos
- Quatuors à cordes (1801)
- 12 variaciones sobre el himno del Sacri solemniis, pour orgue
- Sonates, pour piano-forte

### Écrits
- Apuntes curiosos de Teixidor, Barcelona, 1992.
- Discurdo sobre la historia universal de la música, Madrid, Villalpando, 1804.
- Glosas con intenciones sobre el himno del Sacris Solemnis, 1978.
- Historia de la música española, Lérida, I. d'E. I.,1996.
- Tratado fundamental de la música, (circa 1804) Barcelone, Institución Milà i Fontanals, 2009.

## Discographie et audio
- Los Stradivarius de la colección real, Madrid, RTVE, 1996.
- Quatuors à cordes nos 1, 2 et 5 [pub. 1801] - Quatuor Cambini, Munich (9-12 novembre 2009, La Mà de Guido LMG 2093).
- Sonatas españolas del siglo XVIII / Pablo Cano, Barcelone, Belter, 1982.
- 1730-1754 (enregistrement), Barcelone, Enciclopèdia Catalana, 2005.

## Sources
- Diccionario Enciclopédico Hispano-Americano, Barcelone, 1887-1910 (éd. Montaner y Simón)
- (en) Begoña Lolo, « Teixidor y Barceló, Joseph [José] de », dans Stanley Sadie (éd.), The New Grove Dictionary of Music and Musicians, vol. 29, Londres, Macmillan, 2001, 2e éd., 25 000 p. (ISBN 9780195170672, lire en ligne)